# Філіпп Шайдеман
Філíпп Гéнріх Шáйдеман (нім. Philipp Heinrich Scheidemann) — німецький політик, соціал-демократ, що проголосив Німеччину республікою 9 листопада 1918 року в результаті Листопадової революції, перший прем'єр-міністр Ваймарської республіки.

## Початок політичної кар'єри

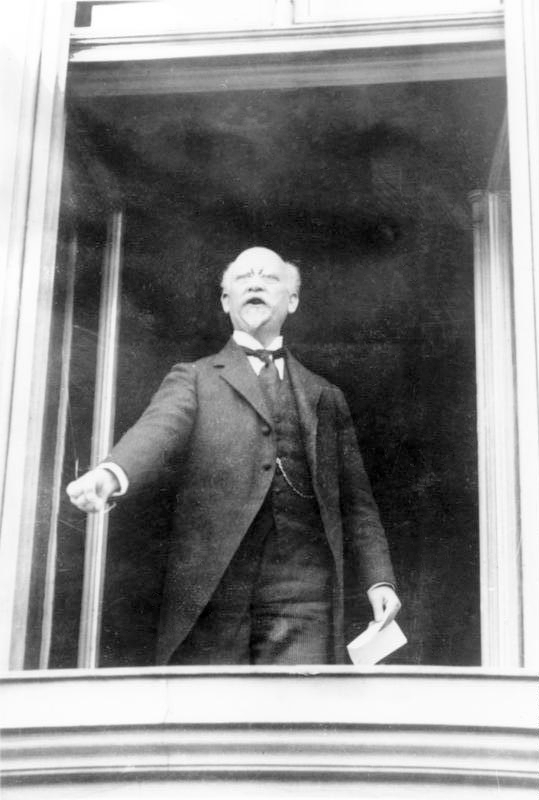
Філіпп Шайдеман після проголошення Ваймарської республіки (листопад 1918)

Народився 26 липня 1865 року в Касселі в родині мебляра. Закінчивши школу в 1879 році, він став навчатися професій типографського складача і друкаря. Надалі Шайдеман працював керівником друкарень соціалістичних газет, а пізніше — і їхнім редактором.
1883 року Шайдеман, бувши переконаним соціалістом, долучився до СДПН. Через 20 років його було вперше обрано до райхстагу, де з 1913 по 1914 рік був одним з двох співголів соціалістичної фракції.
У коаліційному уряді Макса Баденського він обіймав пост державного секретаря. Саме з ініціативи Шайдемана 5 листопада 1918 року, за кілька днів до революції, було розірвано дипломатичні відносини з Радянською Росією. Саме Шайдеманові належить вирішальна роль у становленні демократичної республіки в Німеччині — після перемоги збройного повстання в Берліні 9 листопада 1918 року він випередив лідера спартакістів Карла Лібкнехта та о 4 годині дня проголосив демократичну республіку. Його беззастережно підтримали Незалежна соціал-демократична партія і більшість центрального правління СДПН, а тому лідеру соціал-демократів Фрідріхові Еберту, якому повалений рейхсканцлер Макс Баденський передав владу, довелося з цим змиритися (Еберта вважали монархістом).

## Республіка
10 листопада 1918 на зборах Рад Берліна в цирку Буш було затверджено новий перехідний уряд Німеччини — Раду народних уповноважених. Як людина з досвідом роботи в уряді (зокрема на посаді статс-секретаря), Шайдеман увійшов до складу коаліційної Ради. Він повністю підтримав дії голови РНУ Еберта щодо придушення повстань лівих, а тому зберіг свій пост у другому перехідному уряді, коли коаліція СДПН та НСДПН розвалилася.
11 лютого 1919 Національні збори Німецької імперії обрали голову Ради народних уповноважених Фрідріха Еберта тимчасовим райхспрезидентом, в результаті чого перехідний уряд втратив постійного голову. Виникла необхідність формування нового уряду — першого постійного уряду Веймарської республіки. «Веймарська коаліція» (СДПН, Партія Центру і демократи) за пропозицією Еберта 13 лютого 1919 року проголосувала за утворення нового кабінету на чолі з Шайдеманом. Його уряд був коаліційним.
Чотири з половиною місяці, які Філіпп Шейдеман провів на посту імперського прем'єр-міністра (саме так називалася посада голови уряду Німецької імперії з 13 лютого по 14 серпня 1919 р.) Німеччини, були дуже важкими. Всю весну він і його коаліційний уряд придушували революційний рух в країні (яскравий приклад — Баварська Радянська Республіка).
З настанням травня перед урядом Шайдемана постало нове важке завдання — домогтися вигідних умов мирного договору, перший проект якого був переданий Паризькою конференцією імперському уряду саме в той період. Уряд відхилив його й 7 травня зі схвалення райхспрезидента Фрідріха Еберта оголосило в країні тиждень національної жалоби. Цей хід прокомуністично налаштовані лідери пізніше назвали «тактичним», «вжитим для відволікання революційної енергії мас». Це було спростовано заявою Шайдемана під час дебатів у Національних зборах 12 травня 1919 року, коли він сказав, що «нехай всохне та рука, яка підпише такий договір».
Незгодний з умовами мирного договору уряд Шайдемана подав у відставку 20 червня 1919 року, яку прийняв райхспрезидент Еберт. З відходом з уряду Шайдеман залишився депутатом райхстагу, і саме завдяки його матеріалам про зв'язки райхсверу з Червоною Армією СРСР повалився уряд Густава Штреземана, який проголосив демократизацію армії. Довгий час пробув на посаді обер-бургомістра рідного Касселя.
Після встановлення нацистської диктатури Шайдеман, противник націонал-соціалістичного руху з самого моменту його зародження, був позбавлений німецького громадянства й залишив Німеччину. Помер 1939 року в Данії.